# 八代町 (山梨県)
八代町（やつしろちょう）は、山梨県中部に位置し、東八代郡に属した町である。

## 地理
甲府盆地の中央に位置。石和町、御坂町、芦川村、境川村に隣接する。北西から南東にかけての帯状町域で、北西端には笛吹川が流れる。南部は浅川扇状地の平坦地で、南部は御坂山地の山麓部。

## 歴史

### 先史・古代
御坂山地の山麓から浅川扇状地にかけての一帯には縄文時代からの遺跡が濃密に分布する地域で、縄文前期の集落遺跡である花鳥山遺跡は獣骨や魚骨、堅果やエゴマなど当時の食生活に関する幅広い自然資料が出土した遺跡として知られる。また、弥生時代後期の集落遺跡である身洗沢遺跡は県内ではじめて水田跡が検出された集落遺跡として知られる。
甲府盆地では盆地南縁の曾根丘陵において東海地方経由での古墳文化が展開し、古墳時代前期にはヤマト王権の影響を受けた前方後円墳である甲斐銚子塚古墳（甲府市、旧中道町）を中心とした中道勢力が出現するが、曽根丘陵の東端に属する町域では、同時期の岡銚子塚古墳をはじめとして前方後円墳や、県内唯一の方墳である米倉の竜塚古墳など数多くの古墳が分布している。特に岡銚子塚古墳は中道勢力の盟主墳と考えられている。
中道勢力は5世紀代に衰退し古墳の築造は盆地各地へ拡大するが、八代地域は引き続き盆地東部の有力勢力であったと考えられており、古代甲斐国における初期王権の成立過程においても注目されている。古墳後期から奈良時代・平安時代にかけての集落遺跡も分布し、永井の瑜伽寺からは甲斐国分尼寺と同はんの軒平瓦が出土している。
古代の律令制下では八代郡に属し、八代郷と長江郷に比定される。八代郷は郡名の由来にもなっており、八代郡家が所在した地であると考えられている。町域には北西から南東に甲斐国府と東海道を結ぶ官道である若彦路が通っており、日本武尊（ヤマトタケル）に関する伝承も残されている。平安時代には熊野社領となる八代荘が成立し、「長寛勘文」に見られる国司と荘園領主の対立から国司側が敗北した荘園停廃事件が起こる。この事件に連座した在庁官人の三枝氏は没落し、中世には国中地方の各地で勢力を広げた甲斐源氏の一族が町域にも進出する。

### 中世・近世
天正10年（1582年）6月の天正壬午の乱では三河国の徳川家康、相模国の北条氏直が甲斐計略を行い、後北条氏は郡内領を制圧すると、さらに鎌倉街道沿いの御坂峠に所在する御坂城を改修し、徳川方を圧迫した。これに対し徳川方は高家の小山城に家臣の鳥居元忠を配置して北条方に対抗している。
近世には10箇村が成立し、はじめは全村が幕府直轄領で八代郡小石和郷に属する。村々は旗本領や甲府藩領、甲府新田藩の分知領などを経て、享保9年（1724年）には甲斐一国の幕府直轄領化に伴い再び全村が幕領、石和代官所支配となるが、御三卿領の創設に伴い4箇村が田安家領となる。江戸時代には笛吹川支流から引水した用水を利用した米麦栽培や養蚕、煙草栽培を複合した生業が成立し、寛延3年（1750年）に同様の生業をもつ八代・山梨両軍で新規運上に反対して起こった米倉騒動や、寛政4年（1792年）に田安家領での収奪強化に伴う太枡騒動においても参加者が出ている。

### 近現代
明治には県の基幹産業として奨励された養蚕が広まるが、明治40年の大水害の被害や養蚕不況の影響を受け小作人が増加する。戦後には養蚕から果樹への転換が進み、近年は農家人口は減少するものの、農業立村を掲げ野菜や花卉の栽培などが盛んになっている。

### 沿革
- 1956年（昭和31年）5月3日 - 八代村・御所村が合併して発足。
- 1958年（昭和33年）8月1日 - 花鳥村の一部（大字奈良原および竹居の一部）を編入。
  - 花鳥村の残部（大字大野寺および竹居の残部）は御坂町に編入。
- 2004年（平成16年）10月12日 - 石和町・一宮町・御坂町・境川村・東山梨郡春日居町と合併して笛吹市が発足。同日八代町廃止。

## 交通

### 鉄道
- 町内には通っていなかった。最寄り駅は中央本線石和温泉駅もしくは身延線南甲府駅。

### 道路
- 中央自動車道
- 笛吹八代スマートインターチェンジ
- 山梨県道34号白井甲州線
- 山梨県道36号笛吹市川三郷線
- 山梨県道22号甲府笛吹線
- 山梨県道305号竹居御坂線
- 山梨県道313号藤垈石和線

## 名所・観光スポット・祭事・催事
- 八代ふるさと公園
- 八代四ツ沢砂防公園
- 八代浅川砂防公園
- 稲山ケヤキの森
- 岡銚子塚古墳
- 花鳥山遺跡

## 出身有名人
- 竹居安五郎：竹居村出身。江戸時代後期の博徒。
- 加賀美平八郎（11代目嘉兵衛）：明治期の衆議院議員。山梨農工銀行頭取など歴任。自由民権運動に参加。私塾「成器舎」塾長となり小林一三、河西豊太郎、堀内良平らを育成。※南八代村
- 塩田義遜：岡出身。甲府市若松町の日蓮宗寺院・信立寺の住職。日蓮教学・仏教学者・山梨県の郷土研究家。
- 八代英太：元郵政大臣。
- 八代錦：大乃花武虎の兄。元大相撲力士
- 大乃花武虎：元大相撲力士
- 加賀美勝：新菱冷熱工業株式会社創業者、名誉町民
- 武川智美：毎日放送アナウンサー